# Ramariopsis dealbata
Ramariopsis dealbata är en svampart som först beskrevs av Miles Joseph Berkeley, och fick sitt nu gällande namn av R.H. Petersen 1984. Ramariopsis dealbata ingår i släktet Ramariopsis och familjen fingersvampar.   Inga underarter finns listade.